# Góry (powiat poddębicki)
Góry – wieś w Polsce, położona w województwie łódzkim, w powiecie poddębickim, w gminie Uniejów.
| SIMC    | Nazwa       | Rodzaj    |
| ------- | ----------- | --------- |
| 0298650 | Biała Górka | część wsi |
| 0298666 | Grabowa     | część wsi |
| 0298672 | Myszki      | część wsi |
| 0298689 | Sowiniec    | część wsi |

W latach 1975–1998 miejscowość należała administracyjnie do województwa konińskiego.